# Udajpur
Udajpur (hindi: उदयपुर; 'gród wschodzącego słońca') – miasto w północno-zachodnich Indiach, w stanie Radżastan, w górach Arawali, nad jeziorem Pićhola. Główne miasto i od XVI w. stolica Mewaru. Według szacunków na rok 2025 ludność miasta liczy 658 000. Ostatni spis powszechny z 2011 podawał 451 100 mieszkańców.

## Historia
Królestwo Udajpuru ustanowili w VIII w. radźputowie z dynastii Sisodia. Według niektórych źródeł miasto Udaipur założył w 1559 roku władca Królestwa Mewar Udai Singha II (1522-1572) z radźpuckiego rodu Sisodia, który w obliczu wzrostu zagrożenia ze strony Mogołów, postanowił przenieść swoją stolicę z miejscowości Ćittor w bezpieczniejsze miejsce. Zdecydował się założyć nowe miasto na wzniesieniu nad jeziorem Pićhola. Sztuczne jezioro Pićhola, mieszczące się w samym sercu miasta, utworzono jednak pod koniec XIV w., więc pewne formy osadnictwa na tym terenie istniały o wiele wcześniej przed założeniem miasta. Nazwa miasta natomiast bezspornie łączy się z imieniem władcy Udaja Singha II. Rozpoczął on budowę kompleksu pałacowego na wschodnim brzegu jeziora, miejsca współcześnie najczęściej określanego angielską nazwą Udaipur City Palace. Najstarsze fragmenty budowli pałacowych datuje się na okres po 1567 r. (Sileh Khana oraz Badal Mahal, czyli komnaty dla kobiet). Pałac rozbudowywano przez stulecia do XIX w.

## Miasto w filmie
Udajpur był tłem takich indyjskich filmów jak:
- Guide
- Mera Saaya
- Phool Bane Angaray
- Kachche Dhagey
- Mera Gaon Mera Desh
- Jalmahal
- Yaadein
- Return of the Thief of the Bagdad
- Eklavya: The Royal Guard
- Dhamaal
- Jis Des Mai Ganga Rahta Hai
- Chalo Ishq Ladaaye
- Fiza* Gaddaar
- Hum Hain Rahi Pyar Ke
- Khuda Gawah
- Kundan
- Nandini
- Saajan ka Ghar

## Galeria

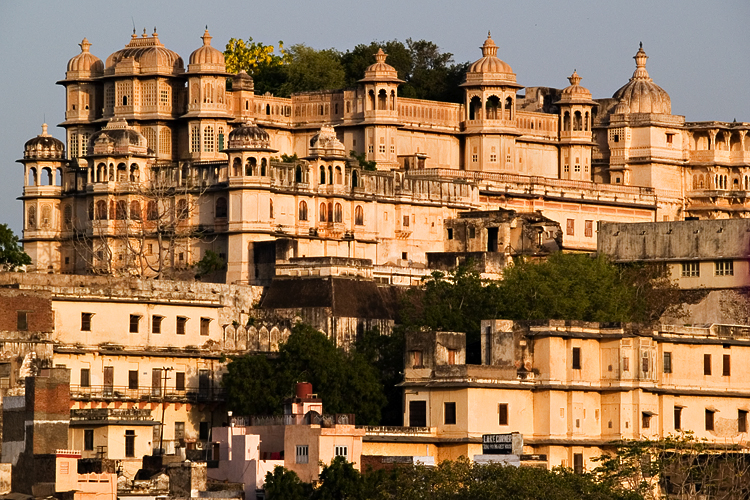
Pałac miejski
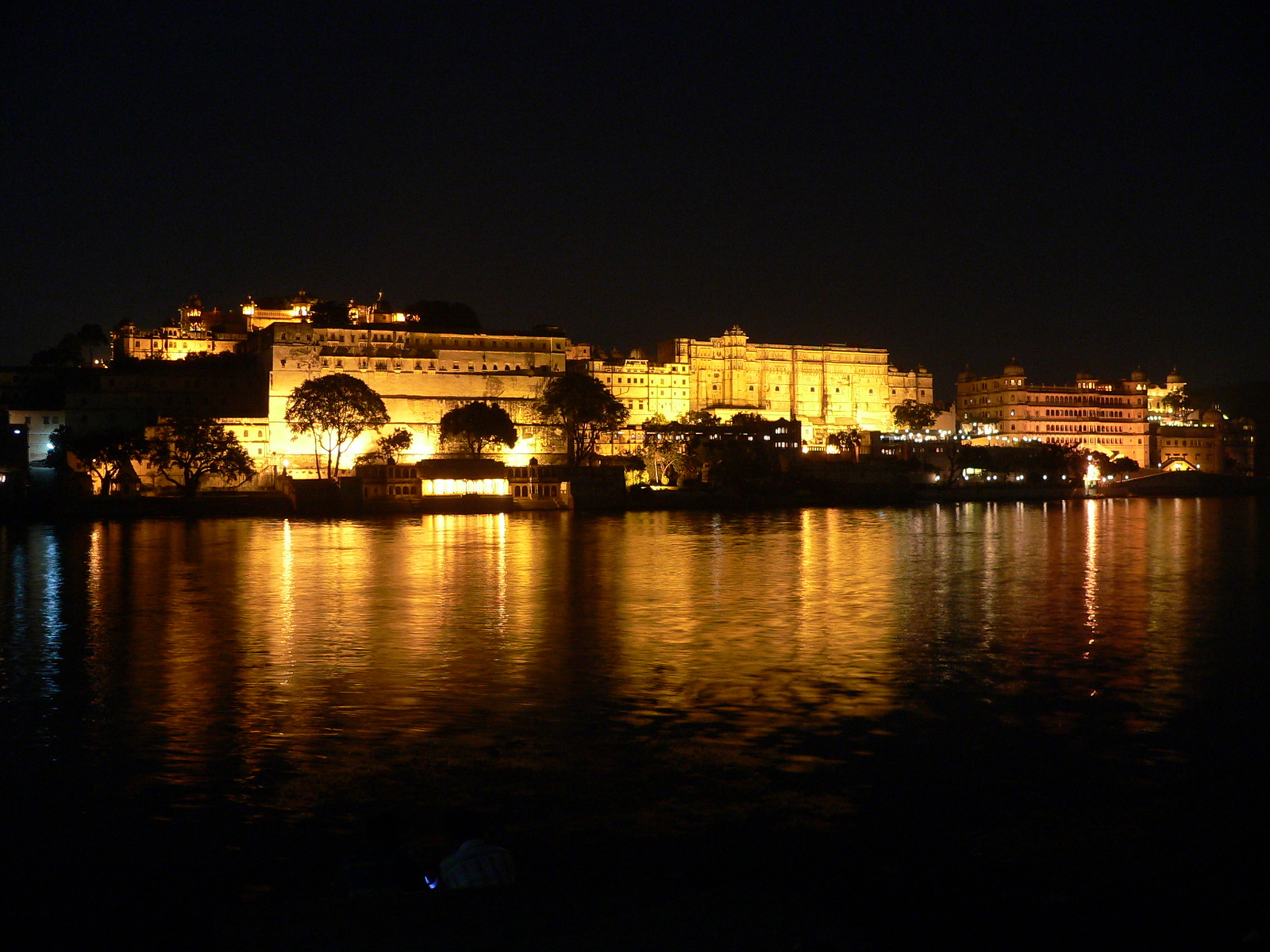
Pałac na jeziorze nocą
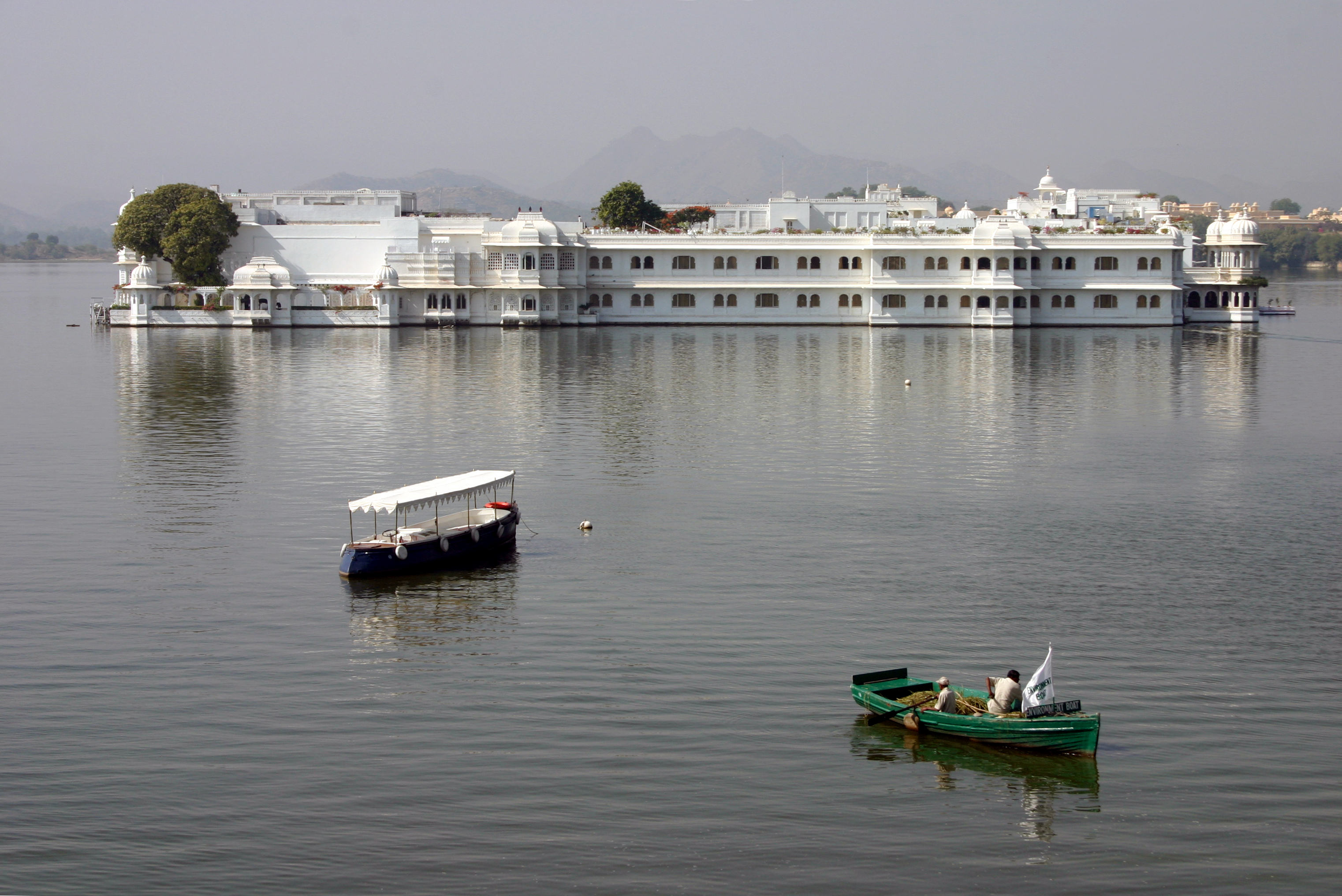
Pałac na jeziorze
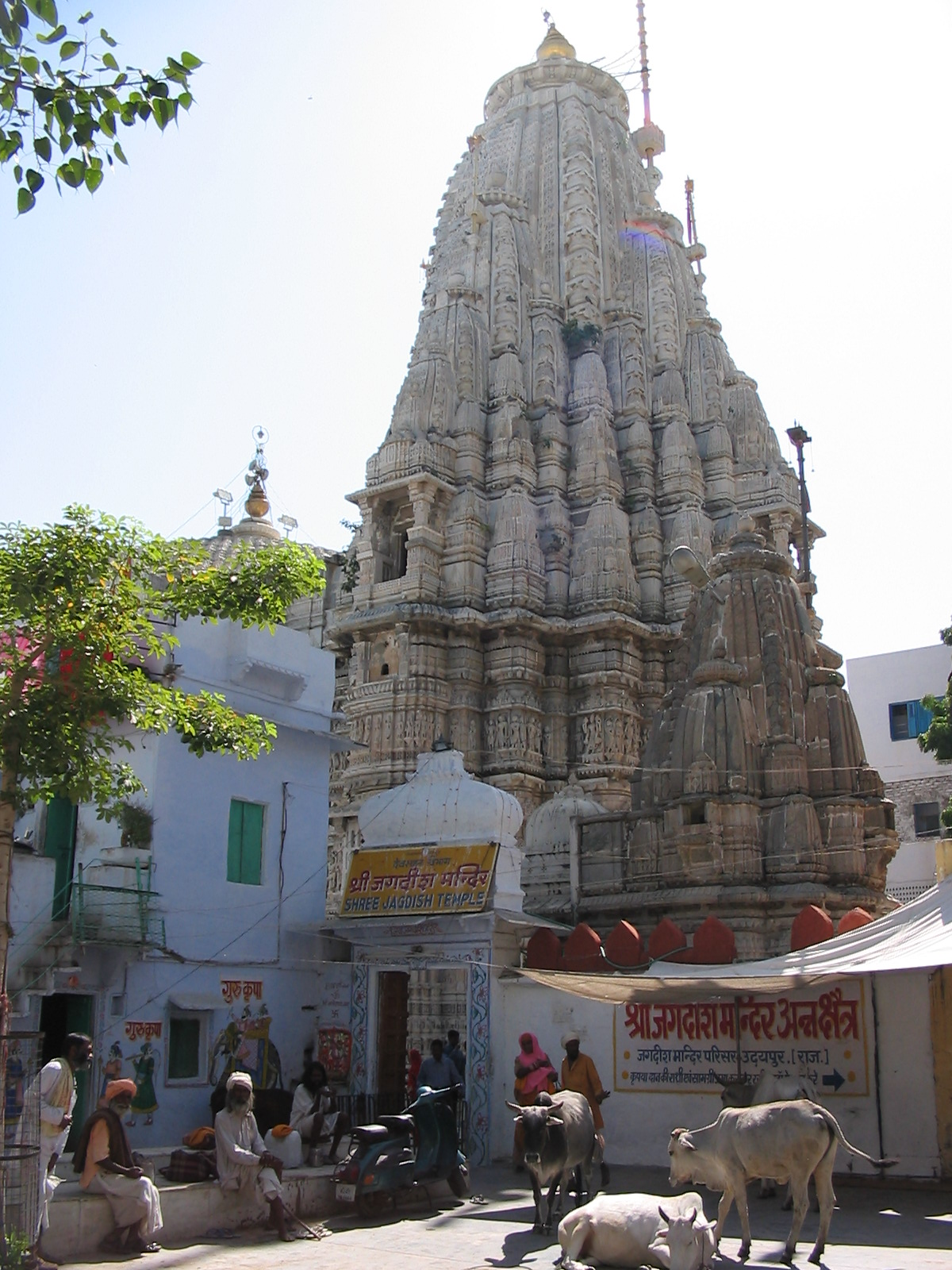
Świątynia Dźagdiś
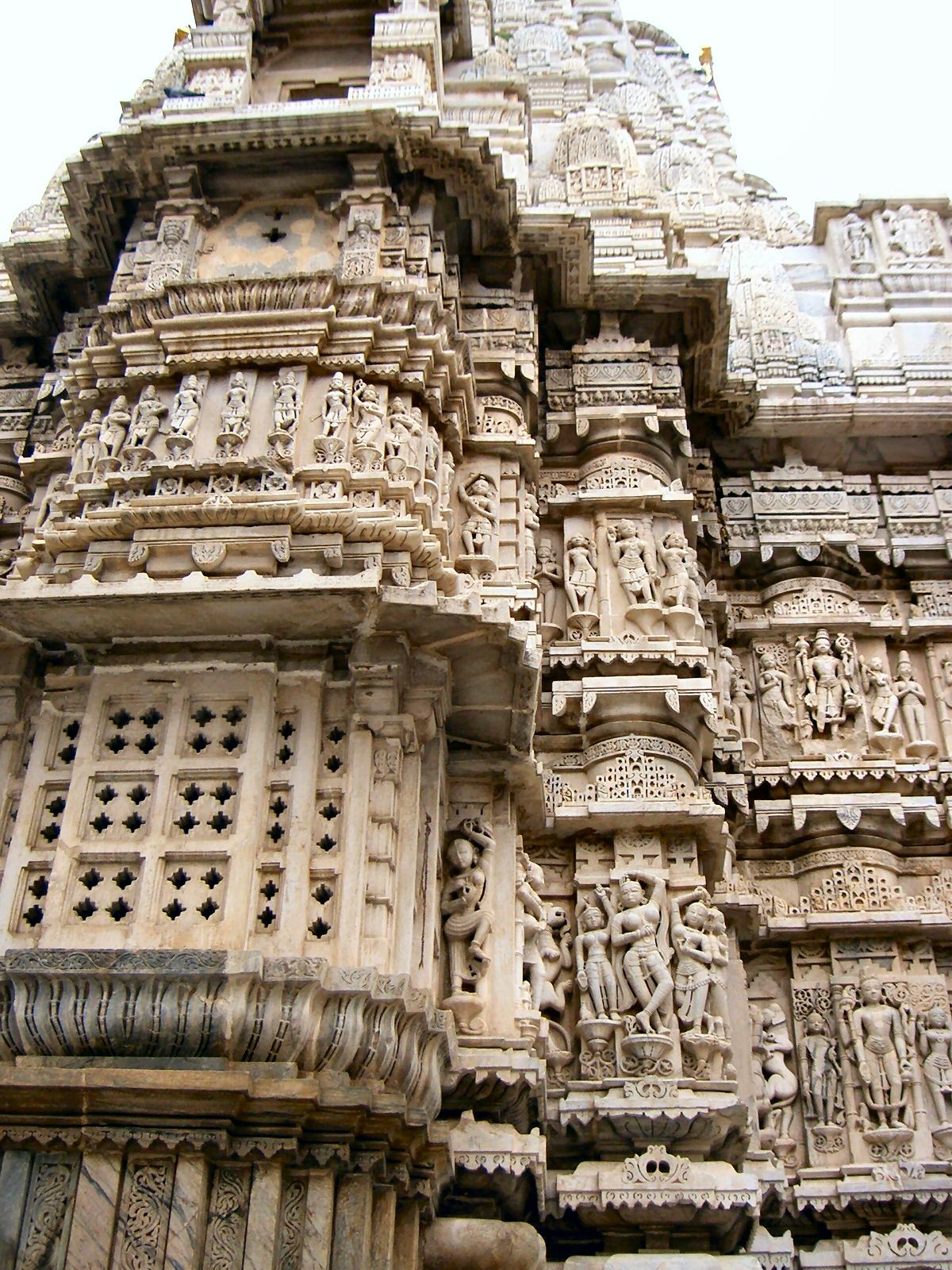
Zdobienia Świątyni Dźagdiś
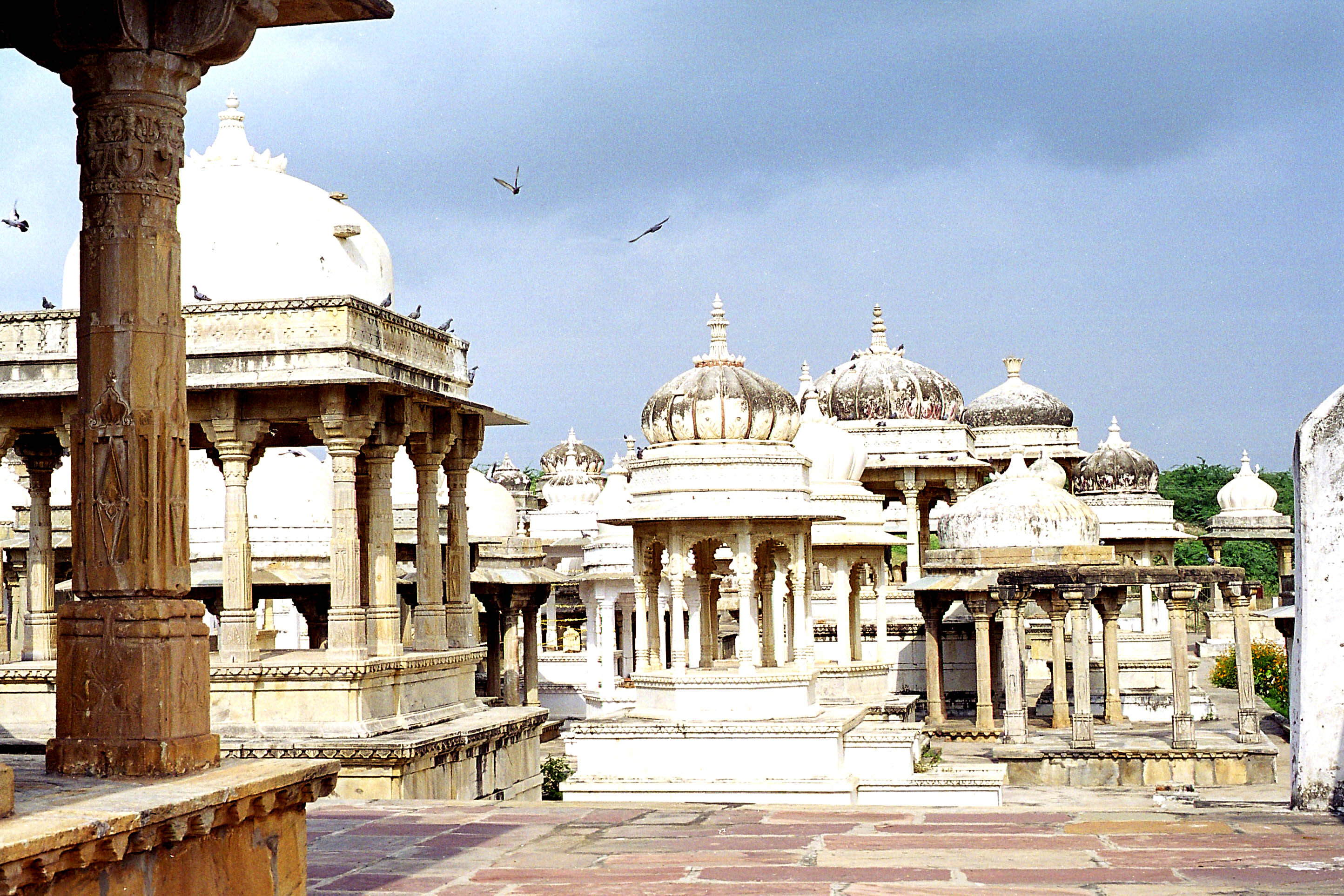
Ćhatri maharadżów w Ahar
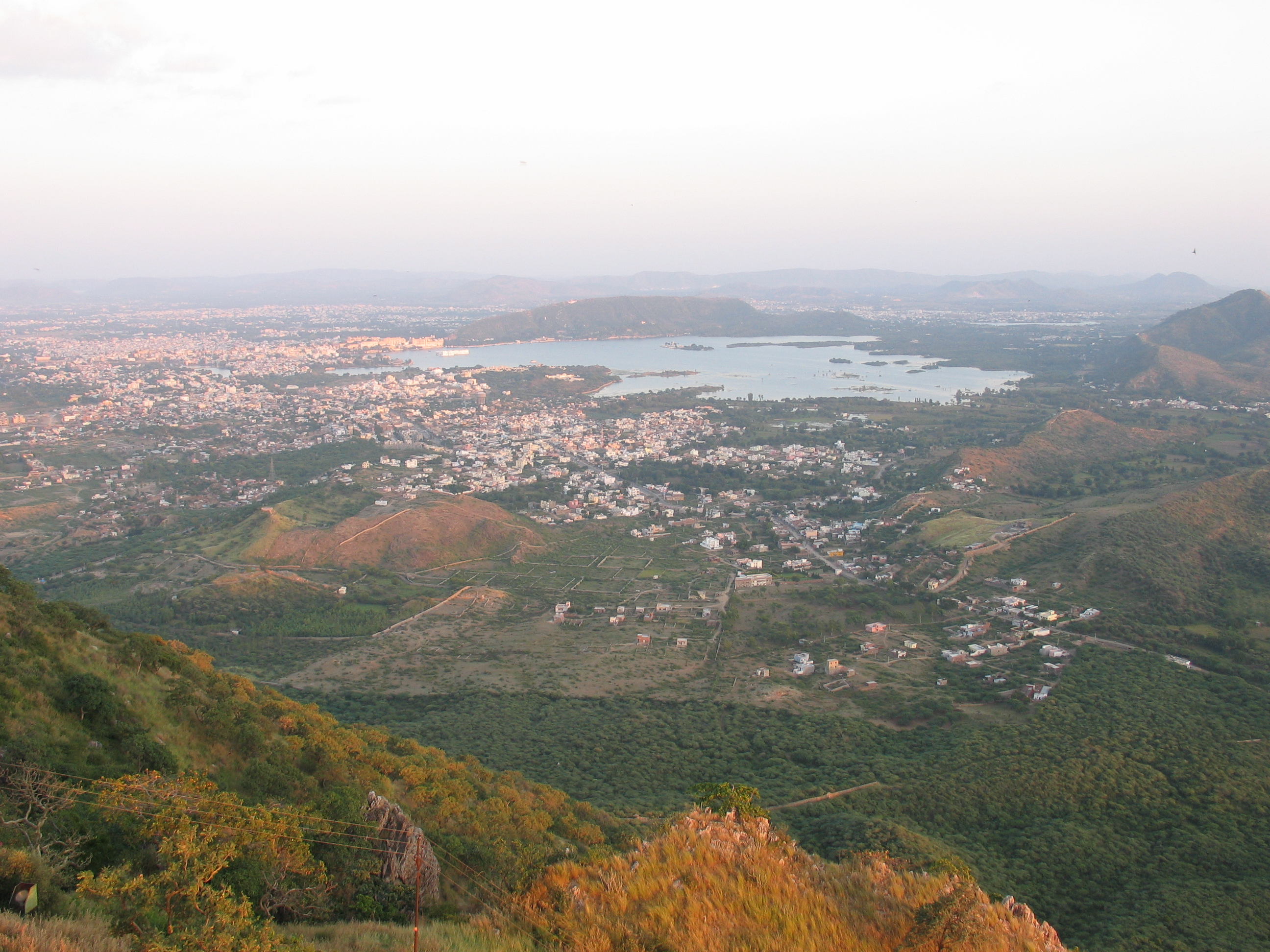
Widok na Udaipur z Pałacu Monsunowego
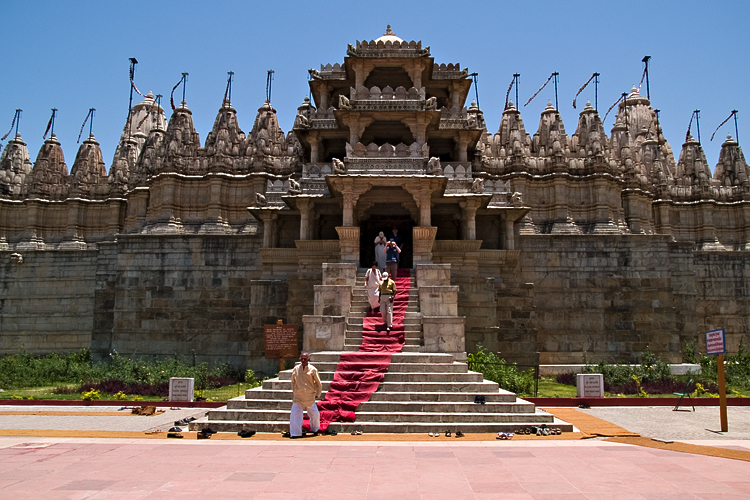
Świątynia Ranakpur